# ビットチャーG
ビットチャーGはトミー（現タカラトミー）から発売されていた小型ラジコンカー。関連商品として、ビットレーサーがある。

## 概要
2001年7月14日に発売。マイクロビーと呼ばれる超小型モーターを使用した、全長60mmの小型ラジコンカー。
コントローラー側面にマシンをセットする充電端子があり、45秒の充電で2分間走行することができる。
周波数は27MHz、35MHz、45MHz、57MHzの4種類があり、ボディは自由に付け替えることができる。コントローラーのアンテナは巻き取り式。
2003年6月には、グレードアップした「スーパービットチャーG」が発売された。
同時走行台数が4台から6台になった。また、アンテナが伸縮式に変更された。
ボディ、シャーシ、コントローラーが変更されているため、ビットチャーGとの互換性は無い。
2004年12月にエアロアールシーが発売された後は、新製品が発売されなくなり終息した。

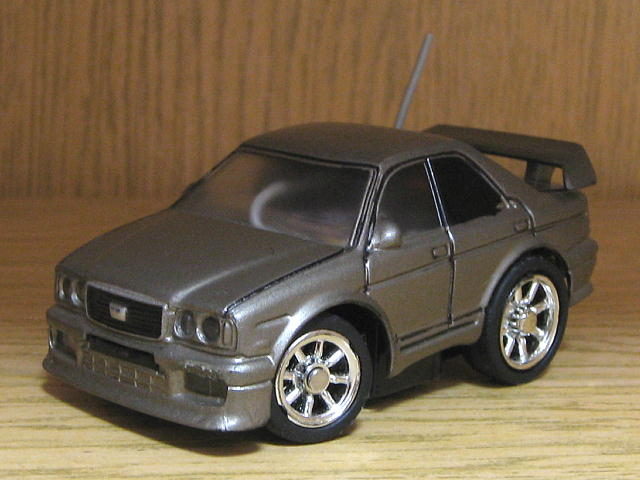
グロリア（フロント・改造箇所有り）
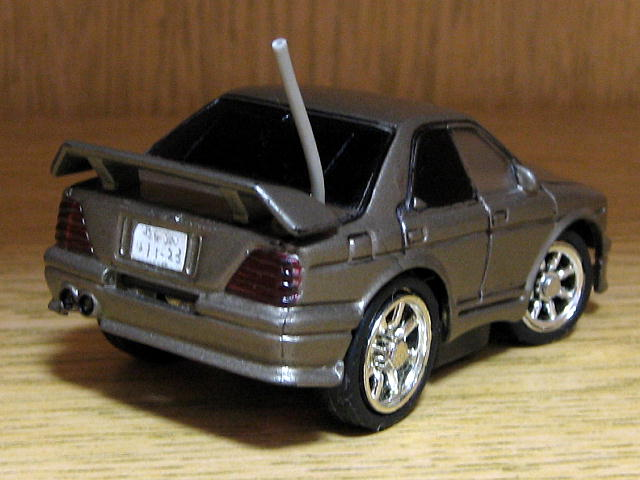
グロリア（リア・改造箇所有り）
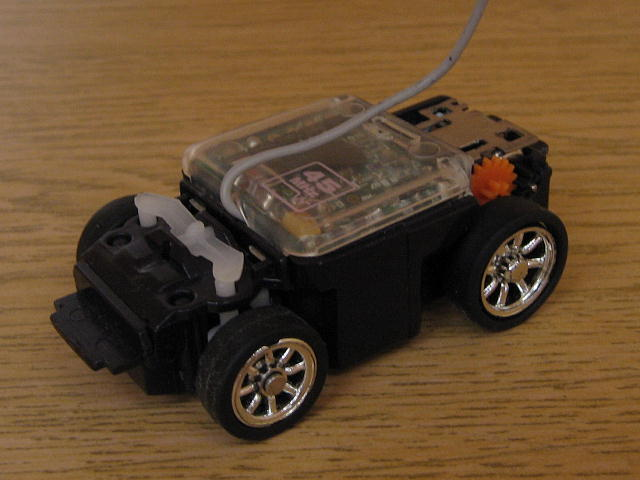
シャーシ（45MHz）
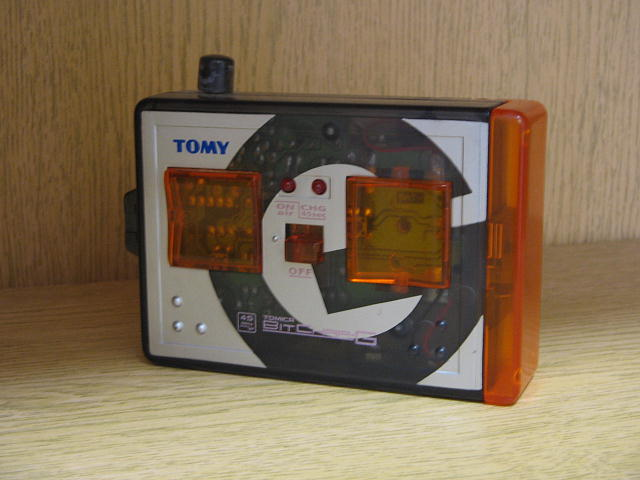
コントローラー（スケルトンタイプ・正面）
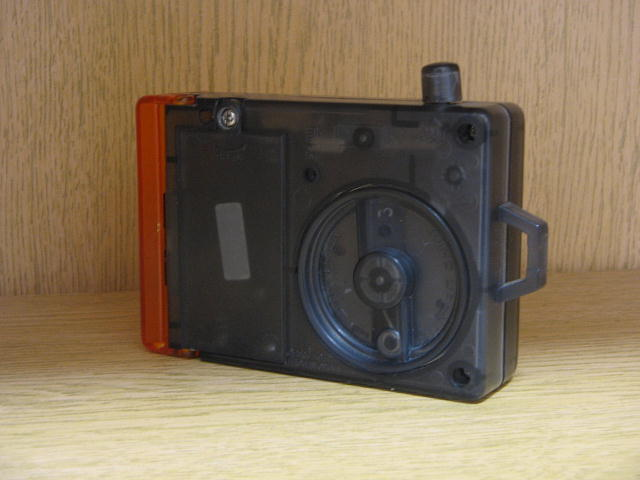
コントローラー（スケルトンタイプ・裏面）

## ラインナップ

### 基本セット
セット内容：車、コントローラー、モーター（別記してあるものを除く）
- G-01　ホンダ S2000（シルバー）
- G-02　ホンダS2000（イエロー）
- G-03　日産 スカイラインGT-R（R34・ブルー）
- G-04　日産 スカイラインGT-R（R34・ホワイト）
- G-05　マツダ RX-7（FD3S・レッド）
- G-06　マツダ RX-7（FD3S・イエロー）
- G-07　トヨタ セリカ（ブラック）
- G-08　トヨタ セリカ（シルバー）
- G-09　トヨタ スプリンタートレノ（AE86）　チューンナップボックス
  - セット内容：車（ボディ2種類）、コントローラ、モーター、セッティングパーツ、情景パーツ
  - ボディは白黒のツートンと赤色の二色があり、ボンネットとリアスポイラーは交換パーツが付属している。
- G-10 マリオカートアドバンス　マリオ
  - セット内容：カート、コントローラー、バナナパイロン（5個）、甲羅（2個）、キノコ、ペーパーアイテム
- G-11 マリオカートアドバンス　ヨッシー
  - セット内容：カート、コントローラー、バナナパイロン（5個）、甲羅（2個）、キノコ、ペーパーアイテム
- G-12　トヨタ bBオープンデッキ（イエロー）
- G-13　トヨタ bBオープンデッキ（ブラック）
- G-14　日産 グロリア（ガンメタ）
- G-15　ホンダ アコードワゴン（パールホワイト）
- G-16　スバル インプレッサWRX（ブルー）
- G-17　スバル インプレッサWRX（ホワイト）
- G-18　三菱 ランサーエボリューションVII（レッド）
- G-19　三菱 ランサーエボリューションVII（イエロー）
- G-21　ホンダ NSX-R
- G-22　トヨタ スープラ
- G-24　日産 フェアレディZ
- G-26　フォルクスワーゲン ニュービートル

### ビットレーサー／ビットチャージー共通ボディセット
セット内容：塗装済みボディ、クリアボディ、セッティングツール、ビットレーサー搭載用アシストパーツ
- ホンダ S2000（レッド）
- 日産 スカイラインGT-R（R34・ブラック）
- マツダ RX-7（FD3S・ブルー）
- トヨタ セリカ（レッド）
- 日産 グロリア（グリーン）
- ホンダ アコードワゴン（シルバー）

### モーター
ビットレーサー用モーターも使用できるが、ピニオンギアは異なる（ビットチャージー用は黒色6枚歯、ビットレーサー用は白色7枚歯）。
- ビットチャーG用
  - GS-02 マイクロビー 1.0 - 操作性重視の低速モーター
  - GS-06 マイクロビー 1.6
  - GS-01 マイクロビー 2.2
  - GS-05 マイクロビー 2.6 - 最高速重視の高速モーター
- ビットレーサー用
  - S-04 マイクロビー 2.2
  - S-05 マイクロビー 2.6
  - S-10 マイクロビー 3.0

### その他
- GC-01 コーナーガイドレール
- GC-02 テーブルトップパイロン
- S-02 タイヤ（3種類） - ビットレーサー用
- CA-02 デジタルラップカウンター - ビットレーサー用

## スーパービットチャーG プルバックコレクション
スーパービットチャーGと交換可能なボディを持ったプルバックゼンマイシリーズ。380～480円で発売された。
- GP-01 スカイラインR34GT-R
- GP-02 スカイラインR32GT-R
- G=-03 スカイライン2000GT-R
- GP-04 トヨタスープラ
- GP-05 スプリンタートレノ
- GP-06 ホンダNSX-R
- GP-07 童夢-零
- GP-08 フェアレディZ
- GP-09 カウンタックLP500R(黒)
- GP-10 ポルシェ911GT-2(青)

## 関連作品
別冊コロコロコミック誌2000年8月号に漫画「驚速バトル！！ビットレーサーズ超時空伝」が読み切り掲載。作者は難波孝